# یواس‌اس هرالد (۱۷۹۸)
یواس‌اس هرالد (۱۷۹۸) (به انگلیسی: USS Herald (1798)) یک کشتی بود که طول آن ۹۲ فوت ۸ اینچ (۲۸٫۲۴ متر) بود.